# Maurus Hermann
Maurus Hermann (* 19. Februar 1726 in Schwandorf; † 7. Juni 1809 ebenda) war ein deutscher Benediktiner und Abt des Klosters Weißenohe.

## Leben
Maurus Hermann aus Schwandorf legte am 8. Dezember 1744 die Profess ab und primizirte am 29. März 1750, zum Abt gewählt wurde er am 11. Januar 1758. Am 22. Februar 1802 nahm eine kurfürstliche Kommission das Klostergut in Beschlag. Er zog sich nach der Säkularisation in seine Geburtsstadt Schwandorf zurück, wo er am 7. Juni 1809 starb. Auf seinem einfachen, an der Kirchhofmauer in Schwandorf befestigten Grabstein steht: „Hier liegt der Hochw. hochwohlgeb. Maurus Hermann, 51jähriger Abt des aufgelösten Klosters Weisenoe, am 19. Febr. 1726 zu Schwandorf geboren, den 7. Juni 1809 daselbst gestorben. Unvergesslich den Seinigen, Unvergesslich den Armen. Sanft ruhe seine Asche.“
Er schrieb zwischen 1758 und 1768 für sein Kloster ein Salbuch, dem eine kurze Geschichte des Klosters vorangestellt ist, und 1793 eine „Historia Monasterii Weissenoensis“ in Folio, die mit seiner am 9. April 1758 vollzogenen Benediktion endet.